# Schloß Hubertus (Roman)
Schloss Hubertus ist ein Heimatroman von Ludwig Ganghofer aus dem Jahr 1895. Er handelt von einem Grafen, der seine Jagdleidenschaft als Sucht auslebt und darüber zugrunde geht.

## Inhalt
Graf Egges Lebensinhalt ist die Jagd. Er verbringt den Sommer nicht im standesgemäßen Schloss Hubertus im Tal, sondern auf einer abgelegenen Jagdhütte in der Höhe. Dort lebt er unter primitivsten Umständen mit seinen Jägern, ernährt sich von Mehlschmarren und Brunnenwasser und geht auf die Pirsch. Seine Tochter Kitty kommt mit ihrer Gouvernante aus München ins Schloss zu Besuch und hofft vergebens, dass der Vater den Weg ins Tal findet. Die drei Söhne, die ebenfalls anreisen, sollen hinaufsteigen, um mit ihrem Vater gemeinsam zu jagen.
Der älteste, Robert, legt großen Wert auf standesgemäßes Auftreten und verabscheut die unwürdigen Umstände in der Jagdhütte. Da er aber vom Vater Geld benötigt, um seine Spielschulden zu begleichen, geht er hinauf. Tassilo, der mittlere Sohn, ist ein Freigeist, der in seinem Beruf als Rechtsanwalt aufgeht; er will vom Vater die nicht-standesgemäße Heirat mit der Schauspielerin Anna Herwegh absegnen lassen. Der jüngste, Willy, ist ein sorgloser Leichtfuß, der über den Winter eine Tuberkulose-Erkrankung scheinbar überstanden hat.
Kitty lernt bei einem Ausflug den Münchener Maler Forbeck kennen, den auch Tassilo fördert. Forbecks Lehrer hatte einst eine tragisch endende Affaire mit Kittys Gouvernante gehabt. Obwohl beide zueinander hingezogen sind, entsagt er ihr um der Standesgrenzen willen.
Bei einer gemeinsamen Treibjagd zeigt sich die innere Zerrissenheit des alten Grafen, der einerseits von seinen Söhnen erwartet, dass sie richtige Jäger wie er sein sollen, ihnen aber jeden erfolgreichen Abschuss neidet. Darüber kommt es auch zum Bruch mit dem treuen Jäger Franz Hornegger, der entlassen wird. Während Robert sein Geld erhält, aber vom Vater gedemütigt wird, bricht Egge mit seinem Sohn Tassilo, der allein zu seiner Hochzeit nach München fährt.
Kitty reist ebenfalls heimlich nach München, um bei der Hochzeit ihres Bruders Tassilo zugegen zu sein; ihr Bruder Willy, der sie eigentlich begleiten wollte, kommt in der Nacht im Dorf beim Fensterln durch einen Blutsturz ums Leben. Der Graf eilt ins Tal zu den Trauerfeierlichkeiten, die Robert standesgemäß pompös inszeniert. Darüber kommt es auch mit ihm zum Bruch; noch am Tag der Beerdigung stellt Egge seinen Jäger Franz als letzten verbliebenen Getreuen wieder ein und steigt erneut hinauf in sein Jagdrevier. Bis zum Winterbeginn schießt er wie besessen; zudem beschließt er, in der nächstgelegenen Felswand ein Adlerpaar anzufüttern, um im nächsten Jahr die Jungen als Zuwachs für seinen Adlerkäfig im Schloss rauben zu können.
Während Egge den Winter über als Jagdreisender durch halb Europa fährt, versorgt Franz Hornegger das Revier und hält stets Futter für die Adler bereit, die prompt bei der bequemen Nahrungsquelle horsten. Kitty, die an einer Depression erkrankt ist, wird auf Betreiben ihrer Gouvernante zur Erholung ins südliche Italien geschickt.
Im Mai kehrt Egge nach Hubertus zurück. Sein Sohn Robert sucht ihn auf und verlangt ungeachtet des Bruchs mit dem Vater, das Erbe seiner Mutter ausgezahlt zu bekommen, um seine neuen Spielschulden bezahlen zu können. Egge verweigert ihm das, weist das Geld aber nach Roberts Abfahrt dennoch an. Um den Adlerhorst ausnehmen zu können, der in siebzig Metern Höhe in einer überhängenden Felswand liegt, lässt der Graf eine Leiter bauen, die er erklimmt. Beim schwankenden Versuch, die Jungvögel zu ergreifen, stürzt ihm ätzender Adlerkot ins Gesicht und blendet ihn.
Unterdessen arrangiert Kittys Gouvernante ein vermeintlich zufälliges Zusammentreffen mit dem Maler Forbeck in Ravello an der Amalfiküste in Süditalien. So finden die beiden zueinander, während der alte Graf Egge nicht nur sein Augenlicht verloren hat, sondern auch eine Blutvergiftung erlitten, an der er stirbt, nachdem er sich noch mit seinem Sohn Tassilo versöhnt hat und Kitty die Ehe mit Forbeck gestattet. Der brave Jäger Franz Hornegger aber findet ebenso wie Kitty und Tassilo – trotz einer Wildererfalle seines Widersachers – sein Glück mit seiner Jugendliebe Mali Bruckner. Robert aber, der sich erneut in enorme Spielschulden gestürzt hatte, wird bei einem Duell erschossen.

## Hintergrund
Der Roman spielt in der Zeit um seine Entstehung. Der Ort der Handlung ist ungenannt, der von steilen Berghängen begrenzte See mit einer Ortschaft an der Spitze, von dem aus andere Uferzonen nur per Boot erreichbar sind, zeigt deutliche Ähnlichkeit bzw. Parallelen zum Königssee mit Schönau am Königssee. Als Vorbild für das titelgebende Schloss gilt das Haus Hubertus in Schönau, das heute als Hotel dient. Die namentlich erwähnte Mitterkaseralm findet sich tatsächlich am Jenner über dem Königssee.

## Charaktere und Personenkonstellation
Die Figur des Grafen Egge zählt zu Ganghofers differenziertesten Charakteren. Der Autor zeigt plastisch einen Menschen, dessen Jagdleidenschaft mehr und mehr die Merkmale eines Suchtverhaltens zeigt. Egge flieht vor der Überforderung durch soziale Beziehungen und Gefühle in die simple Welt der Jagd auf trophäenträchtiges Wild. Von seiner Umgebung erwartet er, dass sie sich seinen (teils widersprüchlichen) waidmännischen Regeln fügt, und nur im Zusammenhang mit dem Jagen ist er überhaupt in der Lage, Gefühle zu zeigen – so nennt er seine jüngste Tochter Schmalgeiß.
Der Bösewicht der Geschichte, der Büchsenspanner Schipper, wird von Geldgier getrieben, aber auch von der Sorge, seine gutdotierte Position beim Grafen gegen den vermeintlichen Rivalen Franzl zu verteidigen sowie vom Gewissen, da er als Wilderer vor Jahren Horneggers Vater, ebenfalls gräflicher Jäger, erschossen hatte.
Die positiv gestalteten Charaktere, der brave Jäger Franzl und der edelmütige Sohn Tassilo, sind eher holzschnittartig und eindimensional beschrieben. Zu den komischen Elementen trägt die altjüngferliche Tante Gundi bei, deren städtische Vornehmheit und formelle Steifheit auf die derben Sitten der Jäger und Bauern trifft.
Außer dem Grafen lassen sich alle übrigen Personen in ein Schwarz-Weiß-Schema einordnen, sofern sie nicht ganz in ihrer Rolle (Arzt, Gastwirt, armer Bauer, Magd) aufgehen: der gute Jäger Franz, dessen Vater von einem Wilddieb erschossen wurde, und der böse Jäger Schipper (zum Büchsenspanner aufgestiegen), der die Jagdleidenschaft seines Herrn immer neu aufzureizen versteht, der gute Sohn Tassilo, Jurist und Freund der Armen, der auch Wilddiebe verteidigt, und der böse Sohn Robert, der ganz den Konventionen ergeben ist, sich dann aber durch seine Spielleidenschaft zugrunde richtet. Schließlich die gute einzige Tochter Kitty, die, erst ganz unschuldiges Mädchen, an ihrer Liebe reift, und der gutmütige, aber haltlose jüngste Sohn Willy, der beim Fensterln zu Tode stürzt. Außerdem der Künstler Forbeck, den die junge Gräfin liebt, ihre altjüngferliche Begleiterin von Kleesberg, die ihrerseits nicht zu ihrer Jugendliebe gestanden hatte und jetzt der jungen Liebe hilft.

## Bewertung
Die Handlung ist trotz aller Klischees sehr flüssig erzählt. Die menschliche Vereinsamung des alten Grafen wird durch das Motiv der Erblindung symbolhaft herausgearbeitet. Die das Groteske streifende Aktion, in der der blinde Graf darauf besteht, persönlich seine im Käfig gehaltenen Adler zu erschießen, führt schließlich zu seinem eigenen Tod.
Die Liebesgeschichten über Klassengrenzen tragen Züge, die in der Folge in vielen Groschenromanen aufgegriffen, kopiert und variiert wurden. Auch der Handlungsstrang um den verlorenen Malersohn Forbeck trägt Elemente von Kolportageromanen; ebenso wie das Ende der Geschichte, bei dem reihenweise die Bösen bestraft und die Guten belohnt werden. Ludwig Ganghofer wurde schon zu Lebzeiten dafür kritisiert und dem Vorwurf ausgesetzt, Trivialliteratur zu verfertigen. Zugleich schildert Ganghofer in Schloß Hubertus realistisch und unsentimental die harten Lebens- und Arbeitsbedingungen der Kleinbauern, Senner und Jäger seiner Zeit.

## Zum Umfeld
Beachtenswert scheint, dass Ganghofer seinerseits mit anderen Jagdpächtern gemeinsam ein Jagdrevier von über 20.000 Hektar gepachtet hatte und dass das dort erbaute Jagdhaus „Hubertus“ hieß.
Eine 2003 von seinem Enkel, dem Schriftsteller Bernhard Horstmann, bearbeitete Ausgabe wurde so gekürzt, dass Passagen, die allzu sehr dem heutigen Rollenverständnis von Mann und Frau widersprechen, gestrichen wurden.

## Verfilmungen
- Schloß Hubertus, Heimatfilm, Deutschland 1934, Regie: Hans Deppe
- Schloß Hubertus, Heimatfilm, Deutschland 1954, Regie: Helmut Weiss
- Schloß Hubertus, Heimatfilm, Deutschland 1973, Regie: Harald Reinl